# Reibzündschraube

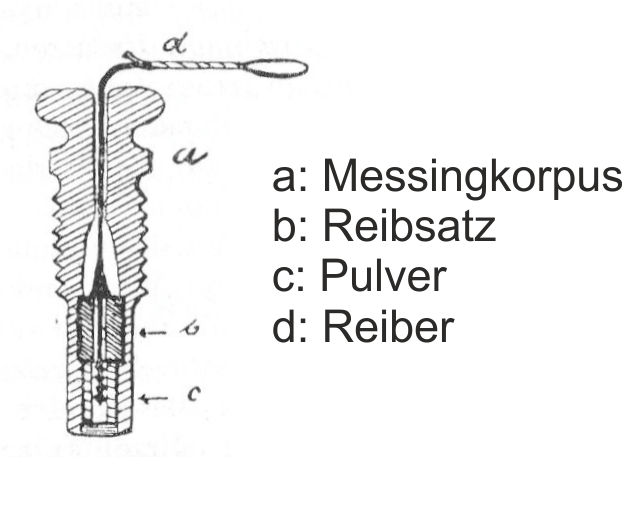
Schnitt durch eine Reibzündschraube

Als Reibzündschraube wird eine besondere Art der Zündung von (meist schweren) Geschützen bezeichnet. 

## Geschichte
Die ersten Kanonen wurden durchweg mit feinem Pulver, dem sogenannten Zündkraut und mittels einer Lunte gezündet. Diese Methode war relativ unsicher, deshalb wurde schon früh versucht, das Abfeuern einer Kanone zu mechanisieren. Alle Zündarten, wie sie auch von den Handfeuerwaffen bekannt waren, z. B. Radschloss- oder Feuersteinzündung, wurden dabei verwendet. Letztendlich wurde aber die Luntenzündung erst in der Zeit um 1820 von der Perkussionszündung verdrängt. Diese sehr sichere und zuverlässige Art der Zündung setzte sich schnell in der allgemeinen Waffentechnik durch.
Neben der Schlagröhre wurde auch die Reibzündschraube benutzt, um Geschütze abzufeuern. Die Reibzündschraube unterscheidet sich dabei kaum im Aufbau von der Schlagröhre. Lediglich der festere Messingkörper und das eingeschnittene Gewinde deuten darauf hin, dass es sich hierbei um eine robustere Art der Geschützzündung handelt. Durch das Herausziehen des Reibers, eines geriffelten oder angerauhten Drahtes, wurde der Reibsatz entzündet. Dieser wiederum zündet eine Pulverladung. Der daraus resultierende Zündstrahl schießt dann in die unter dem Zündloch liegenden Kartuschbeutel. Im Gegensatz zur Schlagröhre konnte die benutzte Reibzündschraube wiederverwertet werden. Sie wurde gegen Ende des 19. Jahrhunderts hauptsächlich bei Mörsern und Haubitzen verwandt.